# Студенец (Кормянский район)
Студенец (бел. Студзянец) — деревня в Литвиновичском сельсовете Кормянского района Гомельской области Беларуси.
Около деревни расположены месторождения кремня, глины, мела и строительного песка.

## География

### Расположение
В 14 км на северо-восток от Кормы, в 69 км от железнодорожной станции Рогачёв (на линии Могилёв — Жлобин), в 124 км от Гомеля.

### Гидрография
На реке Овсовина (приток реки Сож). В 1 км к югу озеро Ореховое.

## Транспортная сеть
Транспортные связи по местной, затем автомобильной дороге Корма — Литвиновичи. Планировка состоит из чуть изогнутой улицы, ориентированной с юго-запада на северо-восток, вдоль реки, и застроенной редко деревянными крестьянскими усадьбами.

## История
Согласно письменным источникам известна с начала XX века как селение в Рогачёвском уезде Могилёвской губернии. В 1930 году организован колхоз «Пролетариат», работала ветряная мельница. Во время Великой Отечественной войны 22 ноября 1943 года во время боя за освобождение деревни командир отдельной стрелковой роты капитан М. Г. Калинкин закрыл своим телом амбразуру дзота (посмертно присвоено звание Героя Советского Союза, похоронен на восточной окраине деревни). В этом бою отличился также старший сержант Н. М. Шикин (присвоено звание Героя Советского Союза). Согласно переписи 1959 года в составе колхоза имени П. М. Лепешинского (центр — деревня Литвиновичи).

## Население

### Численность
- 2004 год — 12 хозяйств, 17 жителей.

### Динамика
- 1959 год — 231 житель (согласно переписи).
- 2004 год — 12 хозяйств, 17 жителей.